# 朗晴居

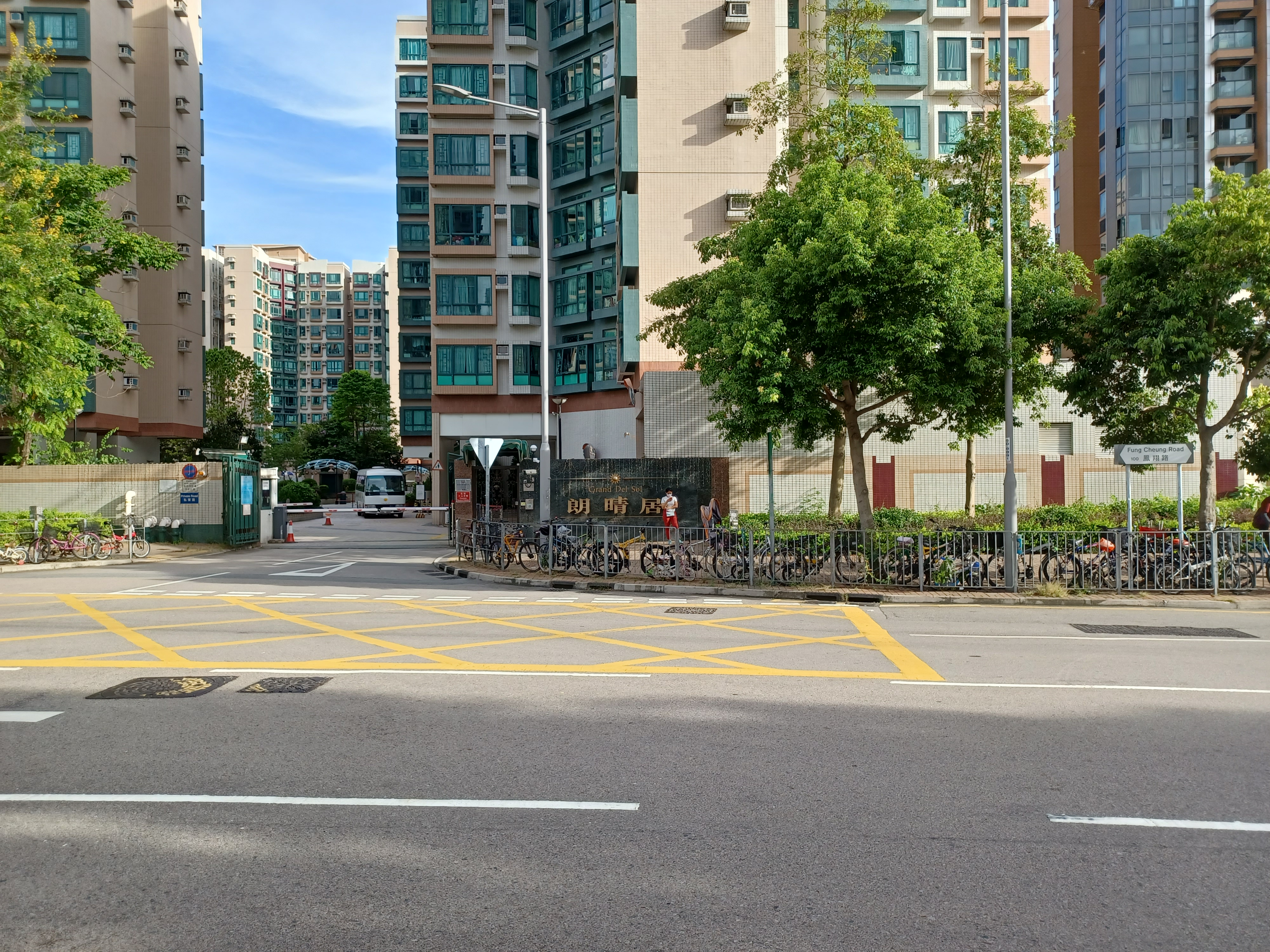
朗晴居第15座的門口大閘與穿梭巴士（2022年7月）

朗晴居（英語：Grand Del Sol）為香港新界元朗雞地鳳翔路100號的中密度大型屋苑，於1997年12月5日落成，由新鴻基地產發展，並由康業服務管理。

## 住宅
屋苑有13座物業，圍繞屋苑平台花園而建。單位近七成屬三房，大部份單位均以鑽石廳設計，廳房皆設窗台。

## 會所
屋苑平台空間寬敞。會所主要設施包括網球場、多用途球場、50米長戶外游泳池、兒童游泳池、水力按摩池、電腦遊戲室／溫習室、乒乓球室、壁球室、兒童遊戲室、健身室、休憩雅座、音樂室、戶外燒烤場、桑拿浴室、戶外兒童遊樂場、跳舞室及園藝花園。

## 鄰近
- Residence譽88
- 大旗嶺
- 佛教榮茵學校
- 中華基督教會基朗中學
- 聖公會白約翰會督中學
- 中華基督教會基元中學
- 基督教宣道會徐澤林紀念小學
- 元朗消防局
- 朗怡居
- 上攸田村
- 下攸田村